# Виноградное (Чечня)
Виноградное (кум. Бамат-Юрт, чечен. Бамат-Йурт) — село в Грозненском районе Чеченской Республики. Административный центр Виноградненского сельского поселения. Один из двух преимущественно кумыкских сёл на территории Чечни.

## География
Село расположено на правом берегу реки Терек, в 22 км к северо-востоку от города Грозный.
Ближайшие населённые пункты: на севере — станица Червлённая, на востоке — станица Червлённая-Узловая, на юго-востоке — село Дарбанхи и станица Ильиновская, на юге — станица Петропавловская, на юго-западе — село Толстой-Юрт и на северо-западе — посёлок Набережный.

## История
Селение было основано в 1739 году, пришедшими на эти места с князём Баматгереем Черкасским — кумыками, чеченцами и черкесами, последние со временем ассимилировались с кумыками. Чеченцы представлены главным образом тайпами: цонтарой, беной, ширдой, дишни, ялхой и гIой. Значительная часть чеченцев в селе говорит на кумыкском языке из-за образовательной политики.  
До 1 августа 1934 года Новый Юрт входил в Гудермесский район. 1 августа 1934 года ВЦИК постановил «образовать в Чечено-Ингушской автономной области новый Грозненский район с центром в городе Грозном, включив в его границы и селение Новый Юрт Гудермесского района».
В 1944 году, после депортации чеченцев и ингушей и упразднения Чечено-Ингушской АССР, селение Новый-юрт, было переименовано в Виноградовку. Название села в последующем было преобразовано в Виноградное.

## Население
| 1990  | 2002  | 2010  | 2012  | 2013  | 2014  | 2015  |
| ----- | ----- | ----- | ----- | ----- | ----- | ----- |
| 2602  | ↗2711 | ↗3489 | ↘3454 | ↘3447 | ↘3396 | ↗3413 |
| 2016  | 2017  | 2018  | 2019  | 2020  | 2021  | 2023  |
| ↗3446 | ↘3427 | ↗3431 | ↘3414 | ↗3457 | ↗3611 | ↗3640 |
| 2024  |       |       |       |       |       |       |
| ↘3637 |       |       |       |       |       |       |

Национальный состав
По данным Всероссийской переписи населения 2010 года:
| Народ   | Численность, чел. | Доля от всего населения, % |
| ------- | ----------------- | -------------------------- |
| кумыки  | 3286              | 94,18 %                    |
| чеченцы | 195               | 5,59 %                     |
| другие  | 8                 | 0,23 %                     |
| всего   | 3489              | 100,00 %                   |

## Образование
- Виноградовская муниципальная средняя общеобразовательная школа[30].

## Известные уроженцы
- Шахаб Сугаипов (1854—1931) — чеченский просветитель, филолог и ученый

## Галерея

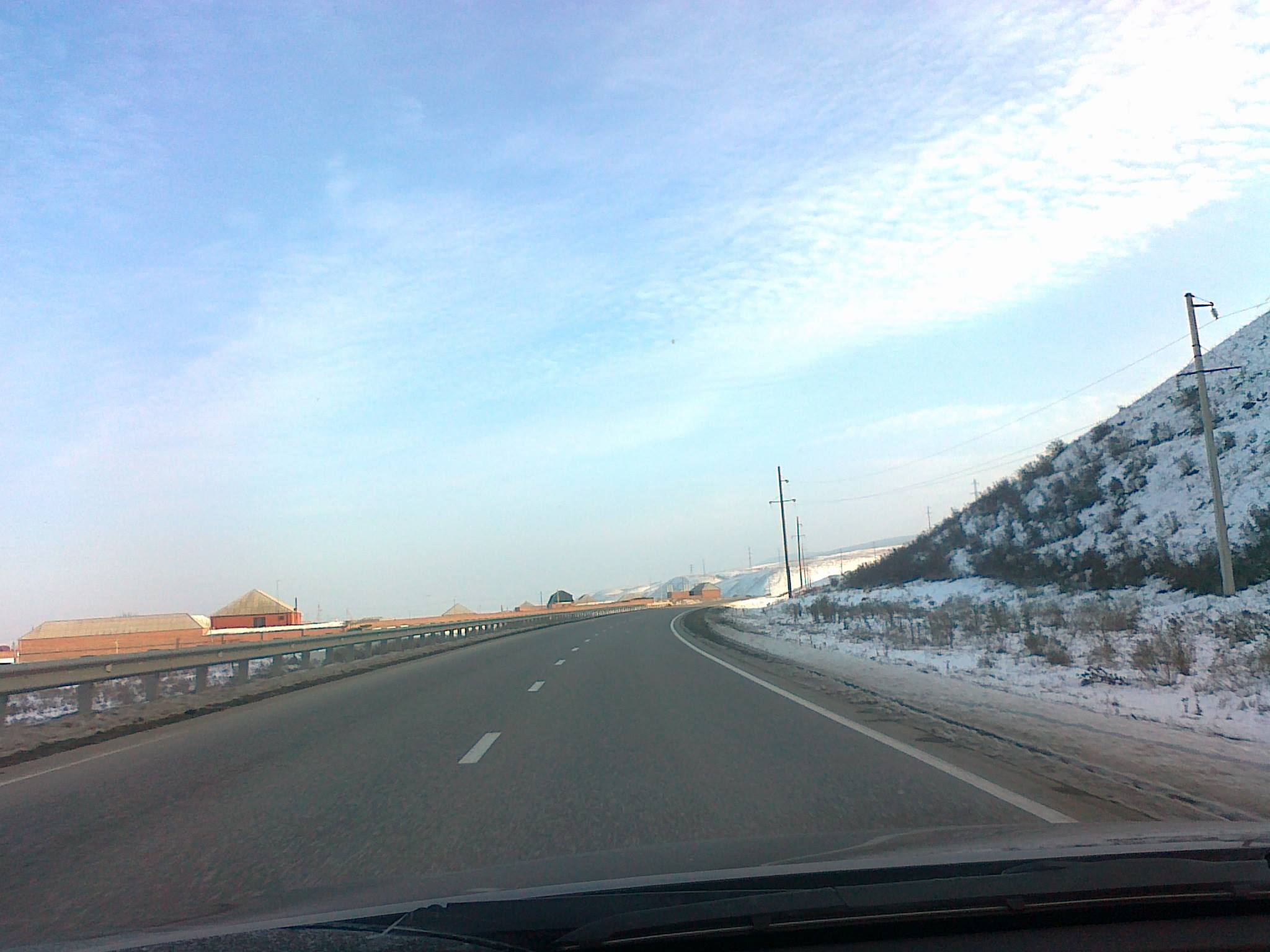
Грозненский район. с. Виноградное
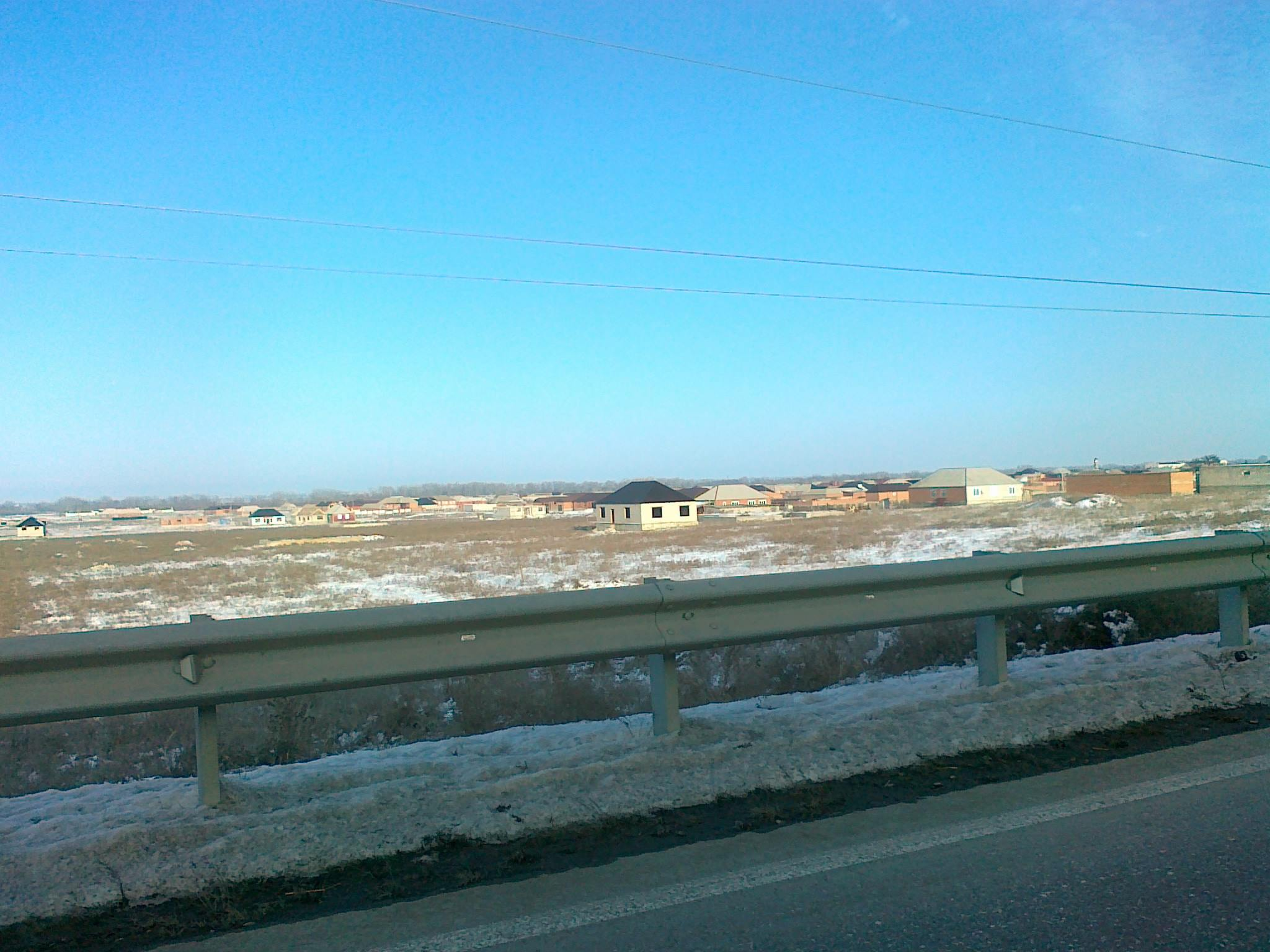
Грозненский район. с. Виноградное